# Homogenes rubrogaster
Homogenes rubrogaster är en skalbaggsart som beskrevs av Dilma Solange Napp och Santos 1997. Homogenes rubrogaster ingår i släktet Homogenes och familjen långhorningar. Inga underarter finns listade i Catalogue of Life.